# DSS1
DSS1, Digitální účastnický (signalizační) systém č. 1, (anglicky Digital Subscriber Signalling System No. 1) je protokol pro účastnickou signalizaci na D-kanálu ISDN standardizovaný doporučeními ITU-T Q.850,
ITU-T Q.932, ITU-T Q.933 a
ITU-T I.411 (ETS 300 102). Podporuje vyjednávání o přenosových schopnostech (anglicky Bearer Capability), nízko- i vysokoúrovňovou kompatibilitu (anglicky Low Level Compatibility a High Level Compatibility), ANI, DNIS a redirected number signaling v obou směrech. Pro Evropu vyvinula organizace ETSI variantu označovanou Euro-ISDN, E-DSS1 nebo EDSS1 (Evropské DSS1).
Protokol DSS1/EDSS1 je oproti protokolu QSIG navržen jako přístupový protokol k veřejné síti ISDN a je asymetrický v tom smyslu, že definuje linku, na jejímž jednom konci je veřejná telefonní síť (digitální telefonní ústředna) a na druhém konci uživatel (případně pobočková ústředna, PBX).

## Historie
DSS1 byl vytvořen Konferencí evropských správ pošt a telekomunikací (CEPT), dnes Evropským ústavem pro telekomunikační normy (ETSI) s podporou Evropského společenství na základě bývalých národních norem (např. německé FTZ 1 TR 6) s cílem nahradit tyto normy novým mezinárodním standardem, a tak na trhu prolomit bariéry způsobené nekompatibilitou různých standardů v členských státech Evropského společenství.
V roce 1989 se 26 síťových operátorů z 20 evropských zemí rozhodlo vyvinout EDSS1 jako celoevropský standard, který měl nahradit dřívější národní protokoly (jako FTZ 1 TR 6 nebo VN3). EDSS1 se stalo jedním důvodů úspěchu ISDN v Evropských zemích (na rozdíl od např. USA).
Protože trh pro ISDN zařízení byl otevřený, ETSI vytvořilo vodítko pro výrobce ISDN zařízení stanovením minimálních požadavků pro kompatibilitu ISDN sítí. Tyto dokumenty, nazvané NET3 pro BRI a NET5 pro PRI linky, popisují sadu protokolových testů, kterým musí ISDN terminály vyhovovat. Později testovací ústavy jako KEMA v Nizozemsku implementovaly a uskutečňovaly testy protokolu a vystavovaly osvědčení.
Z neevropských zemí se DSS1 používá v Austrálii, Brazílii, Íránu, Indii, Izraeli, na Novém Zélandu, v Pákistánu, Peru, Singapuru, Jižní Africe, na Srí Lance, Tchaj-wanu, v Palestině, Mexiku, a ve Spojených arabských emirátech.

## Vlastnosti
Protokol DSS1 rozpoznává 4 různé kódové sady pro informační elementy:
| Kódová sada | odpovídá protokolu            |
| ----------- | ----------------------------- |
| 0           | Q.931                         |
| 5           | ETSI standard                 |
| 6           | národní aplikace              |
| 7           | aplikace pobočkových ústředen |

Nejpoužívanější kódová sada je 0/Q.931.
Na rozdíl od dřívějšího Německého národního protokolu FTZ 1 TR 6, který umožňoval výběr účastnického zařízení pomocí poslední číslice čísla, podporuje DSS1 větší počet účastnických čísel (anglicky Multiple Subscriber Number, MSN).

## Vrstvový model
DSS1 je rozčleněn do tří vrstev, které jsou zarovnány s vrstvami referenčního modelu OSI. Pro popis toku dat mezi vrstvami se používají služební elementy.

### Fyzická vrstva
Fyzická vrstva je nejnižší vrstva (vrstva 1) z kanálu D, a je společná s provozními B-kanály. Definuje multiplexování a přenos dat na fyzické úrovni. Vrstva 1 podporuje detekci chyb při příjmu. Vrstva 1 poskytuje vrstvě 2 následující služební elementy:
| Služební element         | Zkratka | Význam                                                   |
| ------------------------ | ------- | -------------------------------------------------------- |
| Ph-activate-request      | Ph-AR   | Aktivace vrstvy 1                                        |
| Ph-data-indication (dat) | Ph-DAI  | Výměna zpráv                                             |
| Ph-rds-on-indication     | Ph-RDSI | Potvrzení: rozhraní UK0 aktivováno                       |
| Ph-loop-2-request        | Ph-L2R  | Aktivovat vrstvu 1 a uzavřít zkušební smyčku 2 v bodě NT |

### Linková vrstva
Linková vrstva, vrstva 2 kanálu D zajišťuje bezpečný přenos prvků vrstvy 3 protokolu dat. K tomuto účelu se ve vrstvě 2 používá protokol LAPD. Výběr služebních elementů vrstvy 2, které poskytuje vrstvě 3:
| Služební element                        | Zkratka | Význam                                 |
| --------------------------------------- | ------- | -------------------------------------- |
| Receive Ready                           | RR      | Oznámení připravenosti přijímat        |
| Receive Not Ready                       | RNR     | Příjemce není připraven                |
| Reject                                  | REJ     | Opakovat požadavek                     |
| Set Asynchronous Balanced Mode Extended | SABME   | Žádost o vytvoření spojení na vrstvě 2 |
| Disconnect                              | DISC    | Žádost o ukončení spojení na vrstvě 2  |

Spojení vrstvy 2 se rozlišují pomocí Service Access Point Identifier (SAPI) a Terminal Endpoint Identificator (TEI).

### Síťová vrstva
Síťová vrstva (vrstva 3) poskytuje služby potřebné pro účastnickou přípojku (např. BRI). Také řízení/ovládání služeb se provádí pomocí funkcí této vrstvy. Některé ze služebních prvků vrstvy 3:
| Služební element    | Význam                                                 |
| ------------------- | ------------------------------------------------------ |
| ALERTING            | Volání účastníka (vyzvánění)                           |
| CONNECT             | Volaný účastník přijímá hovor.                         |
| CONNECT ACKNOWLEDGE | Potvrzení CONNECT.                                     |
| SETUP               | Počátek vytváření spojení.                             |
| HOLD                | Vyžádání funkce "Hold".                                |
| RETRIEVE            | Ukončení "Hold".                                       |
| INFO / FACILITY     | Předávání dalších informací před nebo během připojení. |
| DISCONNECT          | Žádost o ukončení spojení.                             |